# Abraham Nicolas Amelot de la Houssaye
Nicolas Amelot de la Houssaye (Orléans, 1634 – Parigi, 8 dicembre 1706) è stato uno storico francese.

## Biografia
Nato a Orléans nel 1634, iniziò nel 1676 la sua attività letteraria con una Histoire du gouvernement de Venise (Parigi 1676), analisi piacevole e complessivamente veridica della costituzione politica veneziana, ispiratagli da un soggiorno a Venezia come segretario dell'Ambasciata di Francia, e compilata su fonti note, tra cui il Discorso sulla Inquisizione di Paolo Sarpi. La novità e la bellezza dell'argomento, il tono di ostile superiorità con cui vi sono svelate le tare segrete della Repubblica e denudati gli "artigli del Leone di S. Marco" (l'italofobia del volumetto riecheggia ancora 150 anni dopo nell'Angélo tyran de Padoue di Victor Hugo), lo scandalo provocato dalle proteste del Senato di Venezia e la conseguente prigionia inflitta all'autore, assicurarono al libro una fortuna superiore ai suoi meriti (fu anche tradotto in italiano: La storia del Governo di Venezia del signor Amelotto della Houssaia, Colonia 1681, e confutato da Giacomo Casanova: cfr. inoltre Cicogna, Delle inscrizioni veneziane, III, pp. 481-83 e IV, pp. 676). Vennero certo all'Amelot da quel felice successo la convinzione illusoria, rimproveratagli da Voltaire, di essere "il più gran politico dell'Europa", e la spinta decisiva alla sua ulteriore produzione storico-politica. Continuò infatti a occuparsi di Venezia, formando tra l'altro il disegno di tradurre in francese tutte le opere di Paolo Sarpi. Pubblicò effettivamente: la Histoire des Uscoques, di cui la 2ª e la 3ª parte sono di frate Paolo; la Histoire du Concile de Trente (Amsterdam 1683), magnifica edizione che gli suscitò contro nuovi assalti polemici; il Traité des bénéfices (1685); il Traité de l'Interdit du pape Paul V (1695), dove la Historia particolare dell'autore italiano è contaminata con altri opuscoli. Tradusse in francese, corredandolo di qualche riscontro tacitiano e di una breve apologia, Il principe di Niccolò Machiavelli (1683 e 1686): il suo discorso proemiale e il suo modesto commento, riprodotti più volte, servirono di base al celebre Examen di Federico II di Prussia. Restò sotto l'influsso italiano anche come volgarizzatore e postillatore di Tacito: i suoi due libri Tibère - Discours politiques sur Tacite (1683) e la Morale de Tacite - De la flatterie (1686) presuppongono i Discorsi di Machiavelli: il primo ha per di più dei rapporti strettissimi con le Considerationi sopra Cornelio Tacito del milanese Pio Muzio (Brescia 1623). Sono da rilevare tra le altre sue opere la nuova edizione da lui curata delle Lettres du Cardinal D'Ossat (1697) e la traduzione, sotto il titolo L'homme de cour (Parigi 1684), dell'Oráculo manual di Baltasar Gracián. La dedica del libro a Luigi XIV ci mostra che l'Amelot sentì quello che oggi si ama chiamare il nietzschianismo del Gracián. Dalla sua versione fortunatissima dipende la non meno fortunata edizione italiana di Fr. Tosques (1698). Ebbe largo favore dopo la sua morte una raccolta di Réflexions, sentences et maximes morales (Amsterdam 1714), trovata tra le sue carte (ne abbiamo una versione italiana, Riflessioni, sentenze e massime morali messe in nuovo ordine ed illustrate con note istoriche e politiche Venezia 1762), che è tuttavia una semplice trascrizione annotata delle massime di La Rochefoucauld.

## Opere
- (FR) Amelot de La Houssaie Nicolas, Histoire du gouvernement de Venise, vol. 1, Amsterdam, Pierre Mortier, 1705. URL consultato il 25 luglio 2014.
- (FR) Amelot de La Houssaie Nicolas, ou l'histoire des Uscoques, in Histoire du gouvernement de Venise, vol. 3, Amsterdam, Pierre Mortier, 1705. URL consultato il 25 luglio 2014.